# 真剣師

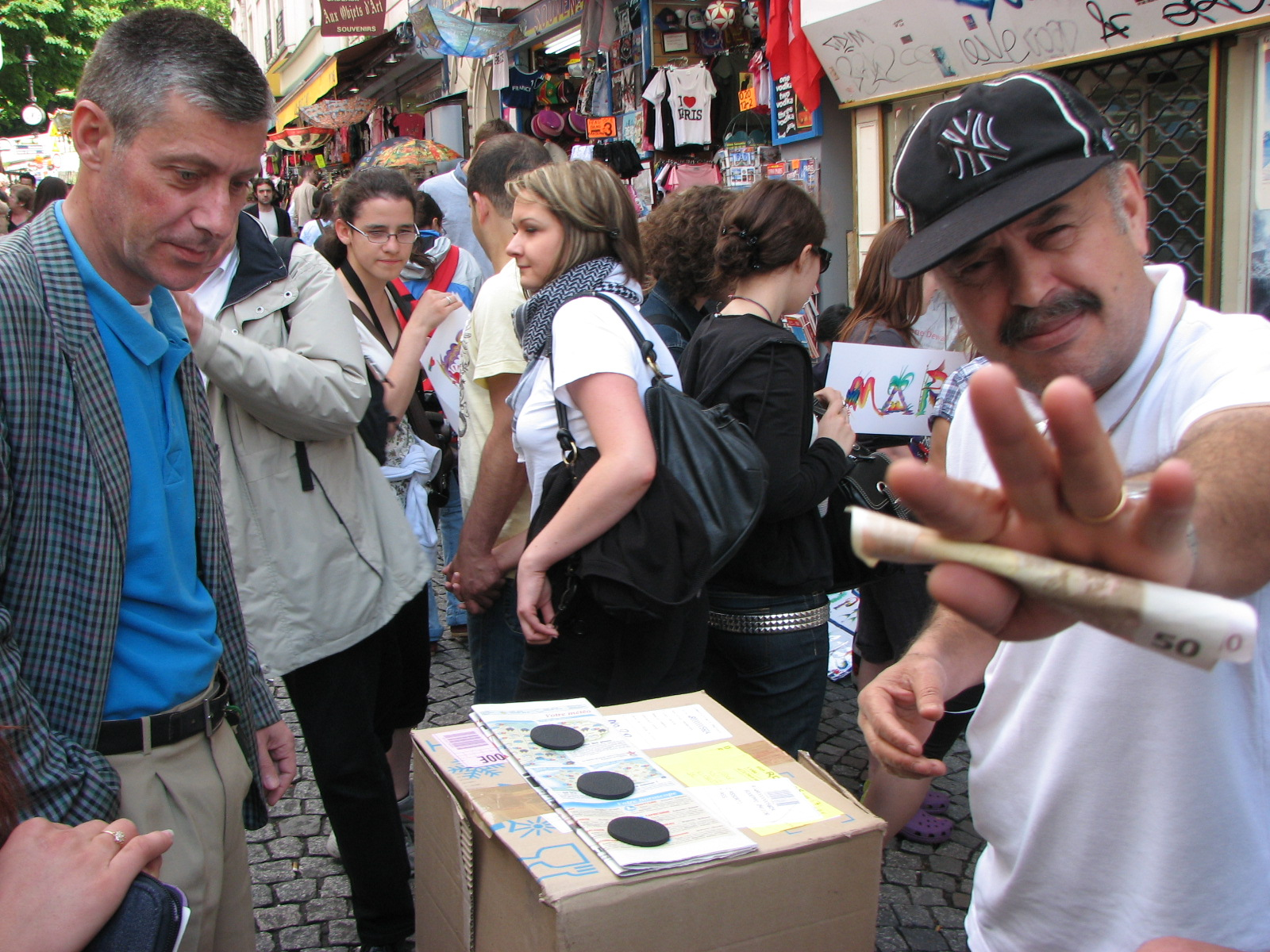
路上で真剣師と賭けが出来るスタンド（パリ）

真剣師（しんけんし）とは、賭け将棋、賭け麻雀といったテーブルゲームの賭博によって生計を立てている者。この手の賭け事を「真剣」と呼ぶことに由来し、大会やタイトル戦に出場して賞金を得るプロ棋士などとは異なり、主に個人的な賭博を行う者を指す。麻雀の真剣師は裏プロ、将棋の真剣師はくすぶりともいう。

## 概要
賭博はサイコロや盤双六など運任せか、カードゲームなど不確定要素を含むゲームが主流であるが、チェス、将棋、囲碁といった運の要素がない二人零和有限確定完全情報ゲームでも古くから賭博が行われており、千夜一夜物語には王たちが金銭や奴隷を賭けシャトランジをする姿が描かれている。また実力者の対局では第三者が勝敗を予想し金銭を賭けることも行われていた。
紀元前1000年頃の中国大陸の西周では既に賭博場があり、多くの者が利用していた。しかし権力者は賭博による悪影響を鑑み、例えば1012年にファーティマ朝カリフのハーキムがシャトランジ自体を禁止し盤を焼却する命令を出すなど度々禁止令を出したことや、当事者も記録を残していないことから不明な点も多い。
18世紀以降にはプロのギャンブラーが確認されている。競技を統括する団体が設立されたのは1900年代以降（FIDEは1924年）であり、家元制度のあった将棋や囲碁でも恩恵にあずかれるのはごく一部の者だった。このような、競技者でありながら指導対局による指導料ではなく、勝敗に金銭を賭けるギャンブラーとしての競技者は真剣師と呼ばれ、プロ級の棋力を有する者もいた。
こういった賭け事にはイカサマがつきものであり、「牌を入れ替える」「石や駒などを隠し持つ」「持ち時間をごまかす」などの不正行為も横行した。逆に強すぎると相手が少なくなるため、時折負けるなど接待の技量も必要となる。
現在の日本やイスラム教圏では賭け事が法律で禁じられており、この手も賭け事も以前ほどは盛んではないため真剣師はほとんど存在しないとされる。一方、キリスト教圏の一部（アメリカの一部やイギリス）では、ポーカーやバックギャモンなどで気軽に賭け事が行われているため、相手をする真剣師も多数存在している。

## 麻雀の真剣師
かつて「裏プロ」だったという人物には阿佐田哲也、桜井章一、荒正義が挙げられ、荒は「最後の裏プロ」というキャッチフレーズを持つ。こういった裏プロの世界を虚実交えて描いた作品も存在し、阿佐田は自身の体験を基に『麻雀放浪記』という小説を書いている。

## 囲碁の真剣師
囲碁での賭けは古来から行われており、絹織物や馬などを賭ける風習があったという。醍醐天皇は僧侶の寛蓮と金の枕を賭けて碁を打ったとされる。江戸時代になると禁止する藩もあったが、他の遊芸が広まるにつれて囲碁への規制は緩くなっていく。江戸時代の賭碁師の中では、享保・文政期に三千両を稼いだと言われる「阿波の米蔵」こと四宮米蔵などが著名。明治初期に方円社に所属した水谷縫次も、それ以前には賭碁師として名を知られていた。大正に専門棋士として三段まで進んだ大阪の堀田忠弘はその後真剣師となって1982年に没するまで、プロ棋士もしばしば破る活躍で鬼と呼ばれた。
韓国では賭け碁が盛んで、オンラインの対局サイトの中には対局の勝敗を予想して賭けるシステムを導入した例もある。また『鬼手』『神の一手』『ザ・ストーン』など賭け碁を題材とした映画も多く制作されている。

## 将棋の真剣師
将棋指しが現れたのは室町時代後期とされるが、将棋の真剣師がいつごろ現れたかは定かではない。江戸時代には賭博が原則として禁止されており、明治以降も同様であったが賭け将棋は盛んに行われ、様々な真剣師が現れた。小池重明のようにプロを打ち負かす実力者もいた。花村元司に至っては五段でプロ編入が認められ、九段まで昇っている。『修羅の棋士－実録裏将棋界』（宮崎国夫・著、幻冬舎アウトロー文庫）には真剣師として上田久雄、大田学、加賀敬治、小池重明、花村元司、平畑善介、三崎巌という七人が掲載されている。しかし取り締まりが厳しくなった社会背景もあり、昭和50年代には真剣師はほとんどいなくなったものと推測されている。「最後の真剣師」と言われた大田学が真剣師廃業を決意し、最後の記念に朝日アマ名人戦に出場、63歳で優勝したのがちょうどその頃である。

## チェス

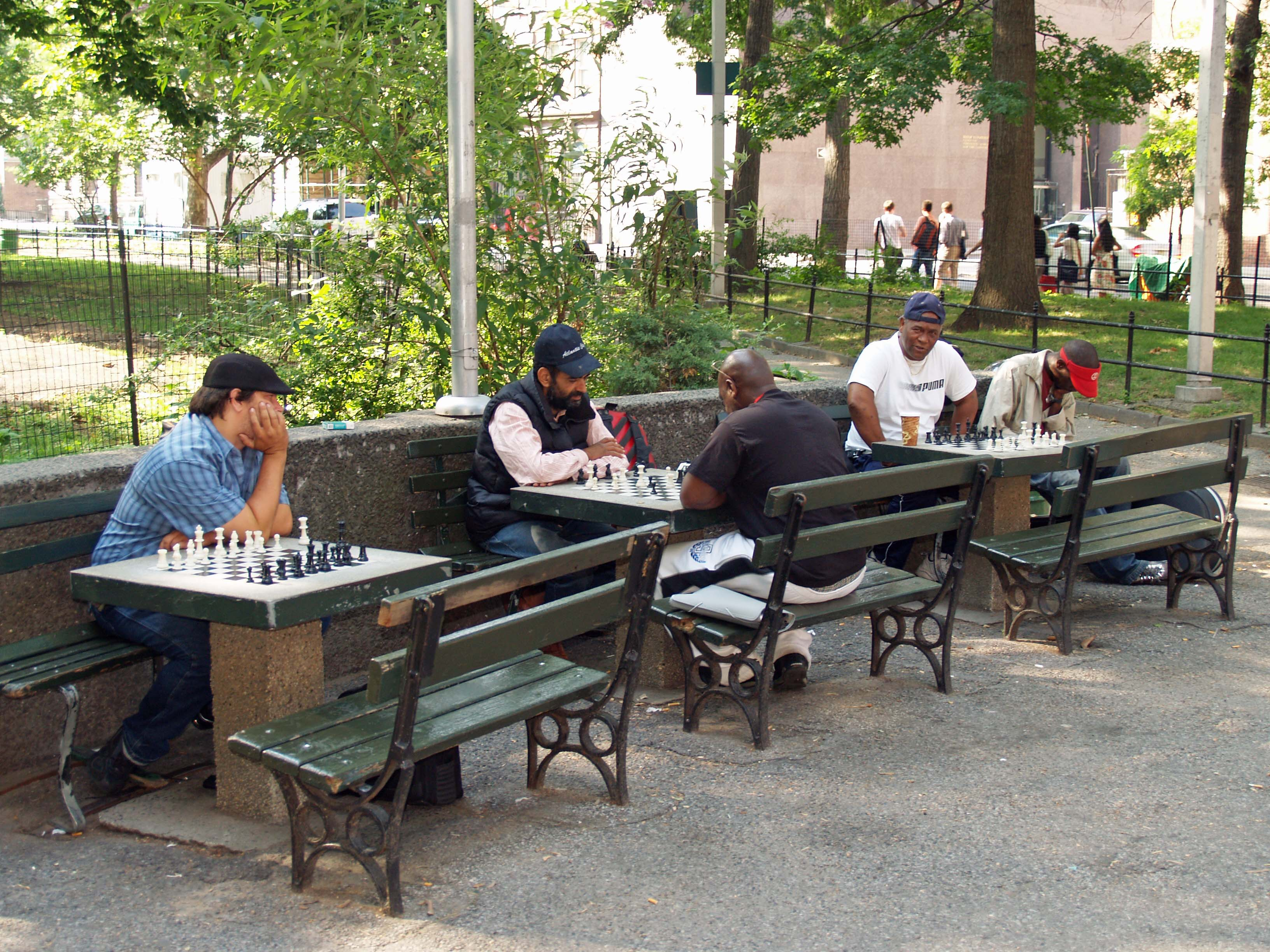
客待ちの真剣師（ワシントン・スクエア公園、2007年）

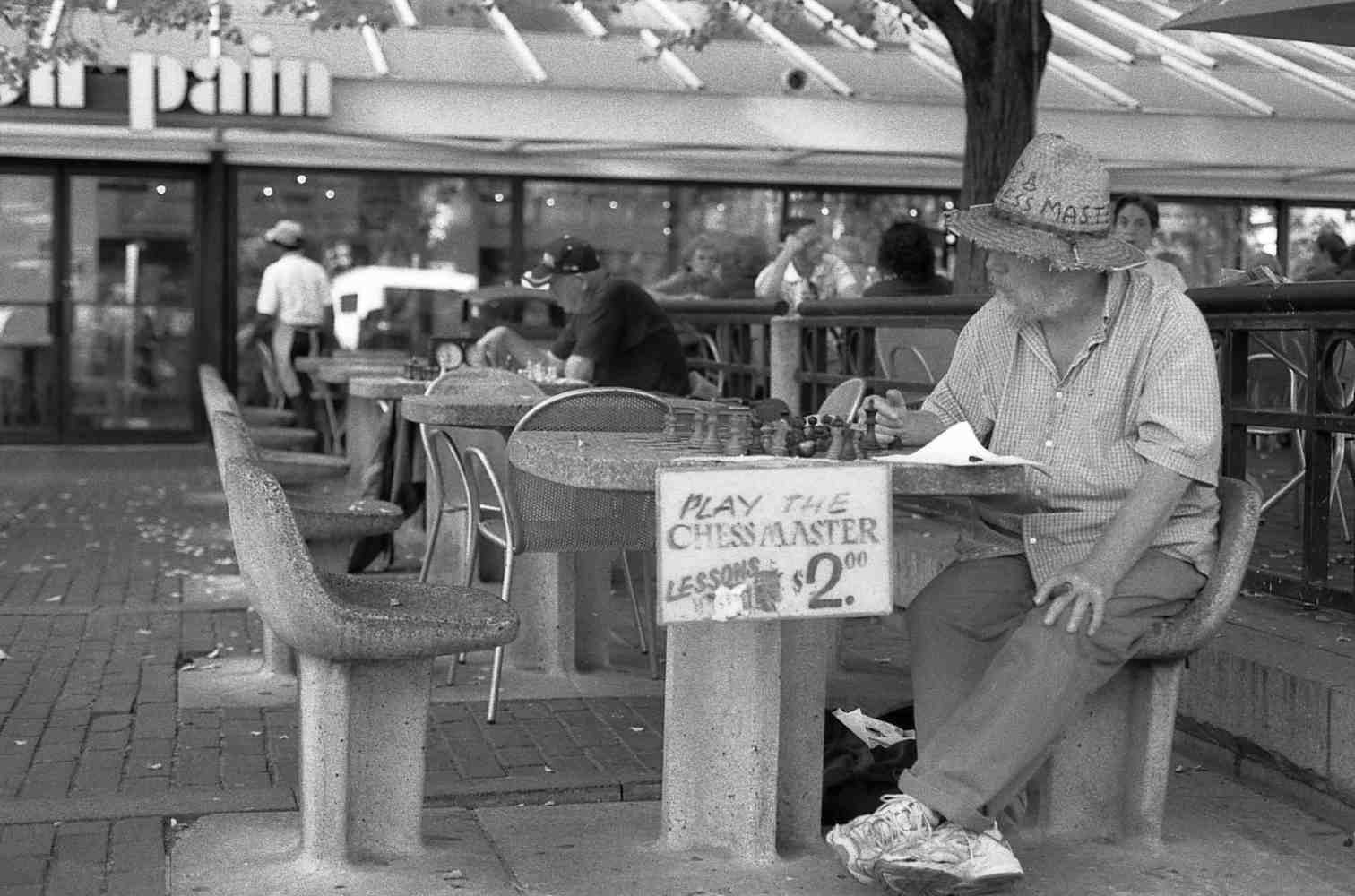
真剣だけでなくレッスンを請け負う者もいる（ハーバードスクエア、2011年）

チェスの真剣行為は喫茶店や公園で行われることから「Coffeehouse（本来は気軽に遊ぶこと）」「Park Chess」「Street Chess」という隠語で呼ばれる。アメリカ（一部州）やイギリスなど賭け事が禁止されていない国の都市部では、公園や喫茶店などを拠点に相手を待つ真剣師も多い。ニューヨークでは1ゲーム（早指し）で5ドルが相場だという。近年ではオンラインで賭チェスができるサイトも多数運営されている。
チェスには将棋や囲碁のようなプロ制度が無いため大半の選手は兼業であり、スポンサーが付いてチェスに専念できる者はトップ選手などごく一部であり、世界選手権クラスの選手でも本業を持つか書籍の執筆やコーチで生計を立てていることが多い。FIDEは真剣行為について明文化しておらず、著名な選手も気晴らしや小遣い稼ぎに訪れることがある。
公園での真剣行為はチェスを気軽に楽しめる面もあるが、対局マナーの悪さや金銭に絡むトラブル、客待ちで長時間テーブルを占拠するなどの迷惑行為が後を絶たず、公共スペースにおける賭行為を禁止した自治体も多い。特に真剣師が多いワシントン・スクエア公園は一部のテーブルを撤去することとなった。しかし一定の需要は存在するため、残ったテーブルで「営業」を続ける真剣師も存在する。
スターバックスの二人用の丸テーブルの表面にはチェスボードのマス目が描かれており、店員に頼めばチェスの駒を貸してもらえるサービスがあり（現在では無地のテーブルに置き換え、マットタイプの盤とシリコン製の駒の貸し出しに変えた店舗が多い）文字通り「Coffeehouse」に興じる人がよく見られる（日本では貸し出しサービスがない）。
同名のノンフィクションを元にした映画『ボビー・フィッシャーを探して』では、ワシントン・スクエア公園を根城にするホームレスの真剣師が、小遣い稼ぎに訪れたグランドマスターに対し声で煽ったり急かすなどしてペースを乱したり（正式な対局ではルール違反）、公園を訪れた主人公と「賭け事禁止」の看板の前で真剣を始めるシーンがある（実話のエピソードを元にしている）。

## その他のゲーム
バックギャモンは伝統的に真剣行為が多く、賞金付きの大会に参加する以外は真剣師というプレイヤーも多い。

## 真剣師が登場する作品

### 小説
- 『真剣師 小池重明』団鬼六
- 『瑠璃の方舟』夢枕獏
- 『風果つる街』夢枕獏
- 『盤上に散る』塩田武士
- 『殺人の駒音』 亜木冬彦
- 『盤上の向日葵』柚月裕子
- 『麻雀放浪記』阿佐田哲也

### 漫画
- 『ハチワンダイバー』柴田ヨクサル
- 『5五の龍』つのだじろう
- 『哲也-雀聖と呼ばれた男』さいふうめい・星野泰視
- 『賭博師 梟』さいふうめい・星野泰視
- 『月下の棋士』能條純一
- 『将棋めし』 松本渚
- 『レオの柩』 くさか里樹
- 『3月のライオン昭和異聞 灼熱の時代』羽海野チカ（原案監修）・西川秀明（作画）
- 『高校生家族』 仲間りょう
- 『コンシェルジュ』いしぜきひでゆき（原作）・藤栄道彦（作画）

### 映画
- 『ボビー・フィッシャーを探して』
- 『王手』
- 『鬼手』
- 『神の一手（朝鮮語版）』
- 『ザ・ストーン（朝鮮語版）』

### テレビドラマ
- 連続テレビ小説『ふたりっ子』